# Earl Coleman
Earl Coleman (Port Huron, 12 augustus 1925 - New York, 12 juli 1995) was een Amerikaanse jazzzanger met een diepe bariton die ballads en blues zong.

## Biografie
Coleman begon als zanger bij Ernie Fields en Bardu Ali. In 1943 werkte hij bij de band van Jay McShann en in 1944 bij Earl Hines Tevens was hij actief in het orkest van Billy Eckstine en bij King Kolax. In februari 1947 maakte de nog onbekende zanger een paar opnames met niemand minder dan Charlie Parker, die hem gewoon mee naar de studio had genomen waar een sessie met Erroll Garner was gepland, nu bekend als de Dial Sessions. Coleman zong twee nummers, Dark Shadows en This Is Always, waarvan het laatste nummer een kleine hit werd.
In 1954 werkte hij met Gene Ammons en in 1956 kwam zijn eerste eigen album uit. In datzelfde jaar nam hij tevens op met Art Farmer en Sonny Rollins. In 1960 werkte hij met Gerald Wilson en in 1962 speelde hij met saxofonist Don Byas in Parijs. In de jaren tachtig werkte hij met de organiste Shirley Scott.
Earl Coleman is tijdens zijn loopbaan vrij onbekend gebleven. Hij is te horen op albums van onder andere Miles Davis, Fats Navarro en Elmo Hope.

## Persoonlijk leven
Coleman was getrouwd met een actrice, Marilyn Coleman, en had met haar twee kinderen. Marilyn Coleman was eerder getrouwd met de jazzpercussionist George Allen. Coleman overleed in 1995, zijn vrouw in juni 2013.

## Discografie (selectie)
- 1967: Love Songs (Atlantic)
- 1968: Manhattan Serenade - Earl Coleman - with Jerome Richardson (fl), Billy Taylor (p), Frank Foster (ts), Tom McIntosh Eddie Williams (ts), Gene Bertoncini (g), Reggie Workman (b), Bobby Thomas (d).

met Sonny Rollins
- Tour de Force (Prestige, 1957)